# 오스트리아 축구 국가대표팀
오스트리아 축구 국가대표팀(독일어: Österreichische Fußballnationalmannschaft)은 오스트리아를 대표하는 축구 국가대표팀이며, 오스트리아 축구 협회(독일어: Österreichischer Fußballbund)에 의해 운영된다. 오스트리아 대표팀은 FIFA 월드컵 본선에 7번 출전하여 1954년 대회에서 3위에 입상했고 가장 최근에 출전한 본선 대회는 1998년 대회이다. UEFA 유럽 축구 선수권 대회 본선에는 4번 출전했고, 2008년 대회에서 스위스와 공동 개최국 자격으로 본선에 처음 합류했다.

## 역사

### 세계 대전 이전
오스트리아 축구 협회는 오스트리아-헝가리 제국 시절인 1904년 3월 18일에 창설되었다. 오스트리아 대표팀은 1930년대에 후고 마이슐 감독 지휘하에 유럽 무대를 지배했고 이로 인하여 분데르테암 (기적의 팀)이라는 별명을 얻었으며 당시 대표팀의 스타 플레이어는 마티아스 진델라였다. 1931년 5월 16일 첫 유럽팀인 스코틀랜드를 격파한 뒤 1934년 FIFA 월드컵에 출전한 오스트리아는 준결승에서 이탈리아에게 0-1로 패했고 3위 결정전에서도 독일에게 3-2로 패하면서 4위로 대회를 마쳤다. 1936년 하계 올림픽에서는 준결승에서 페루에게 패했음에도 불구하고 페루가 기권하는 바람에 결승전까지 올라갔으나 또 다시 이탈리아에게 1-2로 패하면서 은메달을 획득했다. 하지만 조사에 따르면 페루의 기권은 아돌프 히틀러가 오스트리아인들에게 지지를 얻기 위해 고의적으로 경기를 취소한 것이였다. 1938년 FIFA 월드컵 출전권을 얻었으나 오스트리아가 같은 해 3월 12일 안슐루스 사건으로 독일에게 병합되었고 3월 28일 FIFA는 오스트리아 축구 협회에게 월드컵에서 기원패 결과를 하기로 결정했다는 사실을 통보하였다. 대신에 독일이 과거 오스트리아 지역을 대표하게 되었다. 이론상으로 연합 국가는 각자 분리된 혼자였던것에 비해 훨씬 강력한 팀을 가질 수 있었으나 독일 대표팀 감독이었던 제프 헤르베르거는 매우 다른 방식의 플레이를 지닌 두 팀을 합치기에는 시간이 조금밖에 없었고 경기를 얼마 준비하지도 못하였다.

### 세계 대전 이후
1950년 FIFA 월드컵에는 기권으로 출전하지 않았으며 차기 대회인 1954년 FIFA 월드컵에 출전하여 20년만에 다시 월드컵 준결승에 오르는 기염을 토했다. 그 다음 대회인 1958년 FIFA 월드컵에서는 조별리그에서 탈락했고 이후 16년동안 한번도 본선에 오르지 못했다. 그러다가 1978년 FIFA 월드컵과 1982년 FIFA 월드컵에서 2회 연속으로 8강에 올랐고 1994년 FIFA 월드컵과 1998년 FIFA 월드컵에서는 또 다시 조별리그 탈락의 쓴 잔을 마셨으며 이후에는 단 한번도 월드컵 본선에 오르지 못하고 있다. 그리고 스위스와 공동 개최한 UEFA 유로 2008을 통해 사상 첫 유로 대회 본선에 올랐고 이후 UEFA 유로 2016에도 출전했지만 2번의 대회에서 모두 1무 2패의 초라한 성적을 받아들이면서 토너먼트 진출에 실패했다. 그러나 UEFA 유로 2020에서는 2승 1패·C조 2위로 16강에 진출했고 비록 16강에서 이탈리아에 1-2로 석패하며 8강에 오르지 못했지만 1982년 FIFA 월드컵 이후 39년만에 메이저 대회 토너먼트 진출이자 사상 첫 유로 대회 토너먼트 진출이라는 성과를 거두었으며 최종 순위에서도 9위로 역대 유로 대회 최고 성적을 달성하면서 오스트리아 축구 역사에 새로운 지평을 열었다.
2022년 FIFA 월드컵 지역예선에서는 조 4위였지만 UEFA 네이션스리그 승격팀 프리미엄을 적용 받아 플레이오프에 진출했다. 하지만 웨일스 축구 국가대표팀에게 패해 탈락했다.

## FIFA 월드컵
| FIFA 월드컵 본선 기록 | FIFA 월드컵 본선 기록        | FIFA 월드컵 본선 기록        | FIFA 월드컵 본선 기록        | FIFA 월드컵 본선 기록        | FIFA 월드컵 본선 기록        | FIFA 월드컵 본선 기록        | FIFA 월드컵 본선 기록        | FIFA 월드컵 본선 기록        | FIFA 월드컵 본선 기록        | FIFA 월드컵 예선 기록                    | FIFA 월드컵 예선 기록                    | FIFA 월드컵 예선 기록                    | FIFA 월드컵 예선 기록                    | FIFA 월드컵 예선 기록                    | FIFA 월드컵 예선 기록                    | FIFA 월드컵 예선 기록                    |
| 년도                  | 결과                         | 순위                         | 경기                         | 승                           | 무*                          | 패                           | 득점                         | 실점                         | 승점                         | 경기                                     | 승                                       | 무*                                      | 패                                       | 득점                                     | 실점                                     | 승점                                     |
| --------------------- | ---------------------------- | ---------------------------- | ---------------------------- | ---------------------------- | ---------------------------- | ---------------------------- | ---------------------------- | ---------------------------- | ---------------------------- | ---------------------------------------- | ---------------------------------------- | ---------------------------------------- | ---------------------------------------- | ---------------------------------------- | ---------------------------------------- | ---------------------------------------- |
| 1930년                | 불참                         | 불참                         | 불참                         | 불참                         | 불참                         | 불참                         | 불참                         | 불참                         | 불참                         | 불참                                     | 불참                                     | 불참                                     | 불참                                     | 불참                                     | 불참                                     | 불참                                     |
| 1934년                | 준결승                       | 4위                          | 4                            | 2                            | 0                            | 2                            | 7                            | 7                            | 6                            | 1                                        | 1                                        | 0                                        | 0                                        | 6                                        | 1                                        | 3                                        |
| 1938년                | 독일로 참가                  | 독일로 참가                  | 독일로 참가                  | 독일로 참가                  | 독일로 참가                  | 독일로 참가                  | 독일로 참가                  | 독일로 참가                  | 독일로 참가                  | 1                                        | 1                                        | 0                                        | 0                                        | 2                                        | 1                                        | 3                                        |
| 1950년                | 기권                         | 기권                         | 기권                         | 기권                         | 기권                         | 기권                         | 기권                         | 기권                         | 기권                         | 기권                                     | 기권                                     | 기권                                     | 기권                                     | 기권                                     | 기권                                     | 기권                                     |
| 1954년                | 준결승                       | 3위                          | 5                            | 4                            | 0                            | 1                            | 17                           | 12                           | 12                           | 2                                        | 1                                        | 1                                        | 0                                        | 9                                        | 1                                        | 4                                        |
| 1958년                | 조별리그                     | 15위                         | 3                            | 0                            | 1                            | 2                            | 2                            | 7                            | 1                            | 3                                        | 1                                        | 0                                        | 14                                       | 3                                        | 10                                       |                                          |
| 1962년                | 기권                         | 기권                         | 기권                         | 기권                         | 기권                         | 기권                         | 기권                         | 기권                         | 기권                         | 기권                                     | 기권                                     | 기권                                     | 기권                                     | 기권                                     | 기권                                     | 기권                                     |
| 1966년                | 예선 탈락                    | 예선 탈락                    | 예선 탈락                    | 예선 탈락                    | 예선 탈락                    | 예선 탈락                    | 예선 탈락                    | 예선 탈락                    | 예선 탈락                    | 4                                        | 0                                        | 1                                        | 3                                        | 1                                        | 6                                        | 1                                        |
| 1970년                | 예선 탈락                    | 예선 탈락                    | 예선 탈락                    | 예선 탈락                    | 예선 탈락                    | 예선 탈락                    | 예선 탈락                    | 예선 탈락                    | 예선 탈락                    | 6                                        | 3                                        | 0                                        | 3                                        | 12                                       | 7                                        | 9                                        |
| 1974년                | 예선 탈락                    | 예선 탈락                    | 예선 탈락                    | 예선 탈락                    | 예선 탈락                    | 예선 탈락                    | 예선 탈락                    | 예선 탈락                    | 예선 탈락                    | 7                                        | 3                                        | 2                                        | 2                                        | 15                                       | 9                                        | 11                                       |
| 1978년                | 8강                          | 7위                          | 6                            | 3                            | 0                            | 3                            | 7                            | 10                           | 9                            | 6                                        | 4                                        | 2                                        | 0                                        | 14                                       | 2                                        | 14                                       |
| 1982년                | 2라운드                      | 8위                          | 5                            | 2                            | 1                            | 2                            | 5                            | 4                            | 7                            | 8                                        | 5                                        | 1                                        | 2                                        | 16                                       | 6                                        | 16                                       |
| 1986년                | 예선 탈락                    | 예선 탈락                    | 예선 탈락                    | 예선 탈락                    | 예선 탈락                    | 예선 탈락                    | 예선 탈락                    | 예선 탈락                    | 예선 탈락                    | 6                                        | 3                                        | 1                                        | 2                                        | 9                                        | 8                                        | 10                                       |
| 1990년                | 조별리그                     | 18위                         | 3                            | 1                            | 0                            | 2                            | 2                            | 3                            | 3                            | 8                                        | 3                                        | 3                                        | 2                                        | 9                                        | 9                                        | 12                                       |
| 1994년                | 예선 탈락                    | 예선 탈락                    | 예선 탈락                    | 예선 탈락                    | 예선 탈락                    | 예선 탈락                    | 예선 탈락                    | 예선 탈락                    | 예선 탈락                    | 10                                       | 3                                        | 2                                        | 5                                        | 15                                       | 16                                       | 11                                       |
| 1998년                | 조별리그                     | 24위                         | 3                            | 0                            | 2                            | 1                            | 3                            | 4                            | 2                            | 10                                       | 8                                        | 1                                        | 1                                        | 17                                       | 4                                        | 25                                       |
| 2002년                | 예선 탈락                    | 예선 탈락                    | 예선 탈락                    | 예선 탈락                    | 예선 탈락                    | 예선 탈락                    | 예선 탈락                    | 예선 탈락                    | 예선 탈락                    | 10                                       | 4                                        | 3                                        | 3                                        | 10                                       | 14                                       | 15                                       |
| 2006년                | 예선 탈락                    | 예선 탈락                    | 예선 탈락                    | 예선 탈락                    | 예선 탈락                    | 예선 탈락                    | 예선 탈락                    | 예선 탈락                    | 예선 탈락                    | 10                                       | 4                                        | 3                                        | 3                                        | 15                                       | 12                                       | 15                                       |
| 2010년                | 예선 탈락                    | 예선 탈락                    | 예선 탈락                    | 예선 탈락                    | 예선 탈락                    | 예선 탈락                    | 예선 탈락                    | 예선 탈락                    | 예선 탈락                    | 10                                       | 4                                        | 2                                        | 4                                        | 14                                       | 15                                       | 14                                       |
| 2014년                | 예선 탈락                    | 예선 탈락                    | 예선 탈락                    | 예선 탈락                    | 예선 탈락                    | 예선 탈락                    | 예선 탈락                    | 예선 탈락                    | 예선 탈락                    | 10                                       | 5                                        | 2                                        | 3                                        | 20                                       | 10                                       | 17                                       |
| 2018년                | 예선 탈락                    | 예선 탈락                    | 예선 탈락                    | 예선 탈락                    | 예선 탈락                    | 예선 탈락                    | 예선 탈락                    | 예선 탈락                    | 예선 탈락                    | 10                                       | 4                                        | 3                                        | 3                                        | 14                                       | 12                                       | 15                                       |
| 2022년                | 예선 탈락                    | 예선 탈락                    | 예선 탈락                    | 예선 탈락                    | 예선 탈락                    | 예선 탈락                    | 예선 탈락                    | 예선 탈락                    | 예선 탈락                    | 11                                       | 5                                        | 1                                        | 5                                        | 20                                       | 19                                       | 16                                       |
| 합계                  | 7회 진출(7/21)               | 준결승(3위, 4위)             | 29                           | 12                           | 4                            | 13                           | 43                           | 47                           | 40                           | 123                                      | 59                                       | 28                                       | 36                                       | 212                                      | 136                                      | 205                                      |
| 순위                  | FIFA 월드컵 역대 순위 : 20위 | FIFA 월드컵 역대 순위 : 20위 | FIFA 월드컵 역대 순위 : 20위 | FIFA 월드컵 역대 순위 : 20위 | FIFA 월드컵 역대 순위 : 20위 | FIFA 월드컵 역대 순위 : 20위 | FIFA 월드컵 역대 순위 : 20위 | FIFA 월드컵 역대 순위 : 20위 | FIFA 월드컵 역대 순위 : 20위 | 월드컵 예선 승점 순위 : 35위 (유럽 18위) | 월드컵 예선 승점 순위 : 35위 (유럽 18위) | 월드컵 예선 승점 순위 : 35위 (유럽 18위) | 월드컵 예선 승점 순위 : 35위 (유럽 18위) | 월드컵 예선 승점 순위 : 35위 (유럽 18위) | 월드컵 예선 승점 순위 : 35위 (유럽 18위) | 월드컵 예선 승점 순위 : 35위 (유럽 18위) |

## UEFA 유럽 축구 선수권 대회
| UEFA 유로컵 본선 기록 | UEFA 유로컵 본선 기록                  | UEFA 유로컵 본선 기록                  | UEFA 유로컵 본선 기록                  | UEFA 유로컵 본선 기록                  | UEFA 유로컵 본선 기록                  | UEFA 유로컵 본선 기록                  | UEFA 유로컵 본선 기록                  | UEFA 유로컵 본선 기록                  | UEFA 유로컵 본선 기록                  | UEFA 유로컵 예선 기록      | UEFA 유로컵 예선 기록      | UEFA 유로컵 예선 기록      | UEFA 유로컵 예선 기록      | UEFA 유로컵 예선 기록      | UEFA 유로컵 예선 기록      | UEFA 유로컵 예선 기록      |
| 년도                  | 결과                                   | 순위                                   | 경기                                   | 승                                     | 무*                                    | 패                                     | 득점                                   | 실점                                   | 승점                                   | 경기                       | 승                         | 무*                        | 패                         | 득점                       | 실점                       | 승점                       |
| --------------------- | -------------------------------------- | -------------------------------------- | -------------------------------------- | -------------------------------------- | -------------------------------------- | -------------------------------------- | -------------------------------------- | -------------------------------------- | -------------------------------------- | -------------------------- | -------------------------- | -------------------------- | -------------------------- | -------------------------- | -------------------------- | -------------------------- |
| 1960년                | 예선 탈락                              | 예선 탈락                              | 예선 탈락                              | 예선 탈락                              | 예선 탈락                              | 예선 탈락                              | 예선 탈락                              | 예선 탈락                              | 예선 탈락                              | 4                          | 2                          | 0                          | 2                          | 10                         | 11                         | 6                          |
| 1964년                | 예선 탈락                              | 예선 탈락                              | 예선 탈락                              | 예선 탈락                              | 예선 탈락                              | 예선 탈락                              | 예선 탈락                              | 예선 탈락                              | 예선 탈락                              | 2                          | 0                          | 1                          | 1                          | 2                          | 3                          | 1                          |
| 1968년                | 예선 탈락                              | 예선 탈락                              | 예선 탈락                              | 예선 탈락                              | 예선 탈락                              | 예선 탈락                              | 예선 탈락                              | 예선 탈락                              | 예선 탈락                              | 5                          | 2                          | 1                          | 2                          | 7                          | 9                          | 7                          |
| 1972년                | 예선 탈락                              | 예선 탈락                              | 예선 탈락                              | 예선 탈락                              | 예선 탈락                              | 예선 탈락                              | 예선 탈락                              | 예선 탈락                              | 예선 탈락                              | 6                          | 3                          | 1                          | 2                          | 14                         | 6                          | 10                         |
| 1976년                | 예선 탈락                              | 예선 탈락                              | 예선 탈락                              | 예선 탈락                              | 예선 탈락                              | 예선 탈락                              | 예선 탈락                              | 예선 탈락                              | 예선 탈락                              | 6                          | 3                          | 1                          | 2                          | 11                         | 7                          | 10                         |
| 1980년                | 예선 탈락                              | 예선 탈락                              | 예선 탈락                              | 예선 탈락                              | 예선 탈락                              | 예선 탈락                              | 예선 탈락                              | 예선 탈락                              | 예선 탈락                              | 8                          | 4                          | 3                          | 1                          | 14                         | 7                          | 15                         |
| 1984년                | 예선 탈락                              | 예선 탈락                              | 예선 탈락                              | 예선 탈락                              | 예선 탈락                              | 예선 탈락                              | 예선 탈락                              | 예선 탈락                              | 예선 탈락                              | 8                          | 4                          | 1                          | 3                          | 15                         | 10                         | 13                         |
| 1988년                | 예선 탈락                              | 예선 탈락                              | 예선 탈락                              | 예선 탈락                              | 예선 탈락                              | 예선 탈락                              | 예선 탈락                              | 예선 탈락                              | 예선 탈락                              | 6                          | 2                          | 1                          | 3                          | 6                          | 9                          | 7                          |
| 1992년                | 예선 탈락                              | 예선 탈락                              | 예선 탈락                              | 예선 탈락                              | 예선 탈락                              | 예선 탈락                              | 예선 탈락                              | 예선 탈락                              | 예선 탈락                              | 8                          | 1                          | 1                          | 6                          | 6                          | 14                         | 4                          |
| 1996년                | 예선 탈락                              | 예선 탈락                              | 예선 탈락                              | 예선 탈락                              | 예선 탈락                              | 예선 탈락                              | 예선 탈락                              | 예선 탈락                              | 예선 탈락                              | 10                         | 5                          | 1                          | 4                          | 29                         | 14                         | 16                         |
| 2000년                | 예선 탈락                              | 예선 탈락                              | 예선 탈락                              | 예선 탈락                              | 예선 탈락                              | 예선 탈락                              | 예선 탈락                              | 예선 탈락                              | 예선 탈락                              | 8                          | 4                          | 1                          | 3                          | 19                         | 20                         | 13                         |
| 2004년                | 예선 탈락                              | 예선 탈락                              | 예선 탈락                              | 예선 탈락                              | 예선 탈락                              | 예선 탈락                              | 예선 탈락                              | 예선 탈락                              | 예선 탈락                              | 8                          | 3                          | 0                          | 5                          | 12                         | 14                         | 9                          |
| 2008년                | 조별리그                               | 13위                                   | 3                                      | 0                                      | 1                                      | 2                                      | 1                                      | 3                                      | 1                                      | 자동참가(개최국)           | 자동참가(개최국)           | 자동참가(개최국)           | 자동참가(개최국)           | 자동참가(개최국)           | 자동참가(개최국)           | 자동참가(개최국)           |
| 2012년                | 예선 탈락                              | 예선 탈락                              | 예선 탈락                              | 예선 탈락                              | 예선 탈락                              | 예선 탈락                              | 예선 탈락                              | 예선 탈락                              | 예선 탈락                              | 10                         | 3                          | 3                          | 4                          | 16                         | 17                         | 12                         |
| 2016년                | 조별리그                               | 22위                                   | 3                                      | 0                                      | 1                                      | 2                                      | 1                                      | 4                                      | 1                                      | 10                         | 9                          | 1                          | 0                          | 22                         | 5                          | 28                         |
| 2020년                | 16강                                   | 9위                                    | 4                                      | 2                                      | 0                                      | 2                                      | 5                                      | 5                                      | 6                                      | 10                         | 6                          | 1                          | 3                          | 19                         | 9                          | 19                         |
| 2024년                | 16강                                   | 9위                                    | 4                                      | 2                                      | 0                                      | 2                                      | 7                                      | 6                                      | 6                                      | 8                          | 6                          | 1                          | 1                          | 17                         | 7                          | 19                         |
| 합계                  | 4회 진출(4/17)                         | 16강                                   | 14                                     | 4                                      | 2                                      | 8                                      | 14                                     | 18                                     | 14                                     | 117                        | 57                         | 18                         | 42                         | 219                        | 162                        | 189                        |
| 순위                  | UEFA 유럽 축구 선수권 대회 순위 : 24위 | UEFA 유럽 축구 선수권 대회 순위 : 24위 | UEFA 유럽 축구 선수권 대회 순위 : 24위 | UEFA 유럽 축구 선수권 대회 순위 : 24위 | UEFA 유럽 축구 선수권 대회 순위 : 24위 | UEFA 유럽 축구 선수권 대회 순위 : 24위 | UEFA 유럽 축구 선수권 대회 순위 : 24위 | UEFA 유럽 축구 선수권 대회 순위 : 24위 | UEFA 유럽 축구 선수권 대회 순위 : 24위 | 유로 예선 승점 순위 : 22위 | 유로 예선 승점 순위 : 22위 | 유로 예선 승점 순위 : 22위 | 유로 예선 승점 순위 : 22위 | 유로 예선 승점 순위 : 22위 | 유로 예선 승점 순위 : 22위 | 유로 예선 승점 순위 : 22위 |

## 하계 올림픽
| 올림픽 축구 기록 | 올림픽 축구 기록 | 올림픽 축구 기록 | 올림픽 축구 기록 | 올림픽 축구 기록                                   | 올림픽 축구 기록 | 올림픽 축구 기록 | 올림픽 축구 기록 | 올림픽 축구 기록 | 올림픽 축구 기록 |
| 년도             | 결과             | 순위             | 경기             | 승                                                 | 무*              | 패               | 득점             | 실점             | 승점             |
| ---------------- | ---------------- | ---------------- | ---------------- | -------------------------------------------------- | ---------------- | ---------------- | ---------------- | ---------------- | ---------------- |
| 1900년           | 불참             | 불참             | 불참             | 불참                                               | 불참             | 불참             | 불참             | 불참             | 불참             |
| 1904년           | 불참             | 불참             | 불참             | 불참                                               | 불참             | 불참             | 불참             | 불참             | 불참             |
| 1908년           | 불참             | 불참             | 불참             | 불참                                               | 불참             | 불참             | 불참             | 불참             | 불참             |
| 1912년           | 8강              | 5위              | 5                | 3                                                  | 0                | 2                | 12               | 8                | 9                |
| 1920년           | 참가 금지        | 참가 금지        | 참가 금지        | 참가 금지                                          | 참가 금지        | 참가 금지        | 참가 금지        | 참가 금지        | 참가 금지        |
| 1924년           | 불참             | 불참             | 불참             | 불참                                               | 불참             | 불참             | 불참             | 불참             | 불참             |
| 1928년           | 불참             | 불참             | 불참             | 불참                                               | 불참             | 불참             | 불참             | 불참             | 불참             |
| 1936년           | 은메달           | 준우승           | 4                | 3                                                  | 0                | 1                | 9                | 4                | 9                |
| 1948년           | 1라운드          | 11위             | 1                | 0                                                  | 0                | 1                | 0                | 3                | 0                |
| 1952년           | 8강              | 5위              | 2                | 1                                                  | 0                | 1                | 5                | 6                | 3                |
| 1956년           | 불참             | 불참             | 불참             | 불참                                               | 불참             | 불참             | 불참             | 불참             | 불참             |
| 1960년           | 불참             | 불참             | 불참             | 불참                                               | 불참             | 불참             | 불참             | 불참             | 불참             |
| 1964년           | 불참             | 불참             | 불참             | 불참                                               | 불참             | 불참             | 불참             | 불참             | 불참             |
| 1968년           | 불참             | 불참             | 불참             | 불참                                               | 불참             | 불참             | 불참             | 불참             | 불참             |
| 1972년           | 불참             | 불참             | 불참             | 불참                                               | 불참             | 불참             | 불참             | 불참             | 불참             |
| 1976년           | 불참             | 불참             | 불참             | 불참                                               | 불참             | 불참             | 불참             | 불참             | 불참             |
| 1980년           | 진출 실패        | 진출 실패        | 진출 실패        | 진출 실패                                          | 진출 실패        | 진출 실패        | 진출 실패        | 진출 실패        | 진출 실패        |
| 1984년           | 진출 실패        | 진출 실패        | 진출 실패        | 진출 실패                                          | 진출 실패        | 진출 실패        | 진출 실패        | 진출 실패        | 진출 실패        |
| 1988년           | 진출 실패        | 진출 실패        | 진출 실패        | 진출 실패                                          | 진출 실패        | 진출 실패        | 진출 실패        | 진출 실패        | 진출 실패        |
| 합계             | 4회 진출(4/26)   | 은메달(1회)      | 12               | style="color:#FFFFFF;background-color:#000000;"\|7 | 0                | 5                | 26               | 21               | 21               |

## 선수

### 현재 선수 명단
다음은 UEFA 유로 2020 최종 명단이다.
출장 수와 골은 2021년 6월 2일  잉글랜드전 이후 기준.
| 번호 | 위치 | 선수                         | 생년월일 (나이)        | 출전 | 득점 | 소속                      |
| ---- | ---- | ---------------------------- | ---------------------- | ---- | ---- | ------------------------- |
| 1    | GK   | 알렉산더 슐라거              | 1996년 2월 1일(29세)   | 6    | 0    | LASK                      |
| 12   | GK   | 파바오 페르반                | 1987년 11월 13일(37세) | 7    | 0    | VfL 볼프스부르크          |
| 13   | GK   | 다니엘 바흐만                | 1994년 7월 9일(31세)   | 1    | 0    | 왓퍼드                    |
|      |      |                              |                        |      |      |                           |
| 2    | DF   | 안드레아스 울머              | 1985년 10월 30일(39세) | 23   | 0    | 레드불 잘츠부르크         |
| 3    | DF   | 알렉산다르 드라고비치        | 1991년 3월 6일(34세)   | 90   | 2    | 츠르베나 즈베즈다         |
| 4    | DF   | 마르틴 힌테레거              | 1992년 9월 7일(32세)   | 54   | 4    | 아인트라흐트 프랑크푸르트 |
| 5    | DF   | 슈테판 포슈                  | 1997년 5월 14일(28세)  | 10   | 1    | 1899 호펜하임             |
| 8    | DF   | 데이비드 알라바              | 1992년 6월 24일(33세)  | 80   | 14   | 레알 마드리드             |
| 15   | DF   | 필립 린하르트                | 1996년 7월 11일(29세)  | 3    | 0    | SC 프라이부르크           |
| 16   | DF   | 크리스토퍼 트리멜            | 1987년 2월 24일(38세)  | 12   | 0    | 우니온 베를린             |
| 21   | DF   | 슈테판 라이너                | 1992년 8월 27일(32세)  | 29   | 1    | 보루시아 묀헨글라트바흐   |
| 26   | DF   | 마르코 프리들                | 1998년 3월 16일(27세)  | 3    | 0    | 베르더 브레멘             |
|      |      |                              |                        |      |      |                           |
| 6    | MF   | 슈테판 일장커                | 1989년 5월 18일(36세)  | 50   | 0    | 아인트라흐트 프랑크푸르트 |
| 10   | MF   | 플로리안 그릴리치            | 1995년 8월 7일(30세)   | 22   | 1    | 1899 호펜하임             |
| 14   | MF   | 율리안 바움가르틀링거 (주장) | 1988년 1월 2일(37세)   | 83   | 1    | 바이어 레버쿠젠           |
| 17   | MF   | 루이스 샤우브                | 1994년 12월 29일(30세) | 20   | 6    | 루체른                    |
| 18   | MF   | 알레산드로 쇠프              | 1994년 2월 7일(31세)   | 26   | 5    | 샬케 04                   |
| 19   | MF   | 크리스토프 바움가트너        | 1999년 8월 1일(26세)   | 9    | 3    | 1899 호펜하임             |
| 22   | MF   | 발렌티누 라자루              | 1996년 3월 24일(29세)  | 30   | 3    | 보루시아 묀헨글라트바흐   |
| 23   | MF   | 크사버 슐라거                | 1997년 9월 28일(27세)  | 20   | 1    | VfL 볼프스부르크          |
| 24   | MF   | 콘라트 라이머                | 1997년 5월 27일(28세)  | 8    | 1    | RB 라이프치히             |
|      |      |                              |                        |      |      |                           |
| 7    | FW   | 마르코 아르나우토비치        | 1989년 4월 19일(36세)  | 87   | 26   | 볼로냐                    |
| 9    | FW   | 마르셀 자비처                | 1994년 3월 17일(31세)  | 49   | 8    | 보루시아 도르트문트       |
| 11   | FW   | 미하엘 그레고리치            | 1994년 4월 18일(31세)  | 25   | 4    | FC 아우크스부르크         |
| 20   | FW   | 카림 오니시오                | 1992년 3월 17일(33세)  | 11   | 1    | 마인츠 05                 |
| 25   | FW   | 사샤 칼라이지치              | 1997년 7월 7일(28세)   | 6    | 3    | VfB 슈투트가르트          |

## 역대 감독
| 감독                      | 임기        |
| ------------------------- | ----------- |
| 펠릭스 라츠케             | 1982        |
| 요제프 히커스베르거       | 1988 ~ 1990 |
| 에른스트 하펠             | 1991 ~ 1992 |
| 한스 크랑클               | 2002 ~ 2005 |
| 안드레아스 헤어초크(대행) | 2005        |
| 요제프 히커스베르거       | 2006 ~ 2008 |
| 마르셀 콜러               | 2011 ~ 2017 |
| 랄프 랑니크               | 2022 ~      |

## 같이 보기
- 오스트리아 여자 축구 국가대표팀